# 天主教惠灵顿总教区
天主教惠靈頓總教區（拉丁語：Archidioecesis Vellingtonensis）是是新西蘭一個羅馬天主教教省總教區，下轄五個教區。
教區橫跨南北兩島。2010年有教友83,214人（佔轄區總人口百分之15.1%）、四十七個堂區、119名司鐸。教區總主教同時是紐西蘭教省都主教。現任總主教為約翰·阿徹利·迪尤樞機，榮休總主教為托馬斯·威廉姆斯樞機。
惠靈頓教區成立於1848年6月20日，1887年5月10日升為總教區。